# Druga Liga 1957-1958
La Druga savezna liga FNRJ 1957-1958, conosciuta semplicemente come Druga liga 1957-1958, fu la 12ª edizione della seconda divisione del campionato jugoslavo di calcio. 
Questa fu la terza ed ultima basata su 5 gironi inter-repubblicani denominati "Leghe di zona" (in serbocroato Zonske lige), gironi non più divisi in contorni ben definiti, come le Republičke lige (all'incirca come il campionato di Eccellenza attuale) bensì per criteri geografici (come la Serie D), senza vincoli di confini regionali. Dalla edizione seguente il campionato sarà basato su due gironi (Ovest ed Est).

## Formula
La Druga liga è divisa in 4 zone (la seconda è ulteriormente divisa in 2 sottogruppi).
- La prima zona (I Zona) è composta dalle compagini di Slovenia e Croazia (quest'ultima senza Dalmazia meridionale e Slavonia)
- La seconda zona "A" (II A Zona) da quelle della Bosnia Erzegovina
- La seconda zona "B" (II B Zona) da quelle di Dalmazia meridionale e Montenegro
- La terza zona (III Zona) da quelle di Voivodina, Slavonia, Belgrado, Smederevo, Valjevo e Aranđelovac
- La quarta zona (IV Zona) da quelle dal resto della Serbia più quelle della Macedonia.

I vincitori delle 4 zone e le 11ª e 12ª della Prva Liga 1957-1958 vengono divise in due gironi per due posti disponibili in Prva Liga 1958-1959.
Per la ristrutturazione del campionato (da 5 a 2 gironi) 21 squadre devono affrontare le qualificazioni per la Druga Liga 1958-1959:
- I Zona – quelle classificatesi dal 4º al 10º posto, quelle classificatesi più in basso retrocedono direttamente.
- II A Zona – quelle classificatesi dal 3º al 6º posto, quelle classificatesi più in basso retrocedono direttamente.
- II B Zona – quella classificatasi al 2º, quelle classificatesi più in basso retrocedono direttamente.
- III Zona – quelle classificatesi dal 4º al 9º posto, quelle classificatesi più in basso retrocedono direttamente.
- IV Zona – quelle classificatesi dal 4º al 6º posto, quelle classificatesi più in basso retrocedono direttamente.

### Squadre partecipanti
| Slovenia                               | Croazia | Bosnia Erzegovina | Serbia | Serbia | Serbia      | Montenegro | Macedonia                                       |
| Slovenia                               | Croazia | Bosnia Erzegovina | Voivodina | Serbia Centrale | Kosovo      | Montenegro | Macedonia                                       |
| -------------------------------------- | --- | --- | --- | --- | ----------- | --- | ----------------------------------------------- |
| - Branik Maribor - ŽNK Lubiana - Odred | - Borovo - Dinamo Vinkovci - Dubrovnik - GOŠK Dubrovnik - Elektrostroj Zagabria - Jadran Kaštel Sućurac - Lokomotiva Zagabria - Metalac Zagabria - Neretva Metković - Orijent - Proleter Osijek - Rijeka - Sebenico - Segesta - Šparta Beli Manastir - Trešnjevka - Uljanik - Varteks Varaždin | - Borac Banja Luka - Borac Čapljina - Jedinstvo Bihać - Jedinstvo Brčko - Leotar - OFK Prijedor Mladost - Sarajevo - Sloboda Tuzla - Sloga Doboj - Velež Nevesinje - Željezničar Zenica - Zenica | - Dinamo Pančevo - Hajduk Kula - Novi Sad - Proleter Zrenjanin - Radnički Sombor - Rusanda Melenci - Srem - Zvezda Subotica | - Budućnost Smederevo - Dubočica Leskovac - Morava Svetozarevo - Napredak Kruševac - Naša krila - Radnički Kragujevac - Radnički Niš - Sloga Kraljevo - Vlasina | - FK Trepča | - Arsenal Tivat - Bokelj - Jedinstvo Bijelo Polje - Jedinstvo Herceg Novi - Lovćen - Mladost Titograd - Nikšić | - Pelister - Pobeda - Rabotnički - Sloga Skopje |

## Leghe di zona

### I Zona
| Squadra               | Città             | Stadio                     | Stagione 1956-57 | Stagione 1956-57            |
| Squadra               | Città             | Stadio                     | Pos.             | Divisione                   |
| --------------------- | ----------------- | -------------------------- | ---------------- | --------------------------- |
| Lokomotiva Zagabria   | Zagabria          | Stadio Maksimir            | 14º              | Prva liga                   |
| Šibenik               | Sebenico          | Stadion Šubićevac          | 2º               | I Zona                      |
| Rijeka                | Fiume             | Stadio Cantrida            | 3º               | I Zona                      |
| Metalac Zagabria      | Zagabria          | ?                          | 4º               | I Zona                      |
| Trešnjevka            | Zagabria          | Igralište Trešnjevka-Graba | 5º               | I Zona                      |
| Uljanik               | Pola              | Stadion Veruda             | 6º               | I Zona                      |
| Tekstilac Varaždin    | Varaždin          | Gradski stadion            | 7º               | I Zona                      |
| ŽNK Lubiana           | Lubiana           | ŽŠD Ljubljana Stadion      | 8º               | I Zona                      |
| Jadran Kaštel Sućurac | Castel S. Giorgio | ?                          | 9º               | I Zona                      |
| Odred                 | Lubiana           | Stadion Bežigrad           | 10º              | I Zona                      |
| Branik Maribor        | Maribor           | Stadion Ljudski vrt        | 1º               | Liga Varaždin–Maribor–Celje |
| Orijent               | Fiume             | Stadion Krimeja            | 1º               | Podsavezna liga NP Rijeka   |
| Elektrostroj Zagabria | Zagabria          | ?                          | 1º               | Zagrebačka liga             |
| Segesta               | Sisak             | Gradski stadion            | 2º               | Zagrebačka liga             |

|  | Pos. | Squadra               | Pt | G  | V  | N | P  | GF | GS | QR    |
|  | ---- | --------------------- | -- | -- | -- | - | -- | -- | -- | ----- |
|  | 1.   | Rijeka                | 40 | 26 | 19 | 2 | 5  | 71 | 18 | 3,944 |
|  | 2.   | Lokomotiva Zagabria   | 38 | 26 | 17 | 4 | 5  | 56 | 25 | 2,240 |
|  | 3.   | Trešnjevka            | 33 | 26 | 15 | 3 | 8  | 40 | 27 | 1,481 |
|  | 4.   | Varteks Varaždin      | 30 | 26 | 13 | 4 | 9  | 42 | 31 | 1,354 |
|  | 5.   | Sebenico              | 30 | 26 | 13 | 4 | 9  | 47 | 36 | 1,305 |
|  | 6.   | Branik Maribor        | 30 | 26 | 13 | 4 | 9  | 37 | 28 | 1,321 |
|  | 7.   | Odred                 | 29 | 26 | 14 | 1 | 11 | 56 | 41 | 1,365 |
|  | 8.   | Elektrostroj Zagabria | 27 | 26 | 10 | 7 | 9  | 43 | 39 | 1,102 |
|  | 9.   | Segesta               | 23 | 26 | 10 | 3 | 13 | 40 | 53 | 0,754 |
|  | 10.  | ŽNK Lubiana           | 22 | 26 | 9  | 4 | 13 | 36 | 50 | 0,720 |
|  | 11.  | Metalac Zagabria      | 20 | 26 | 9  | 2 | 15 | 44 | 53 | 0,830 |
|  | 12.  | Orijent               | 15 | 26 | 6  | 3 | 17 | 27 | 63 | 0,428 |
|  | 13.  | Uljanik               | 14 | 26 | 6  | 2 | 18 | 26 | 64 | 0,406 |
|  | 14.  | Jadran Kaštel Sućurac | 11 | 26 | 2  | 7 | 17 | 22 | 60 | 0,366 |

Legenda:

      Ammessa ai gironi promozione.

  Ammessa alle qualificazioni per la Druga liga 1958-1959.

      Retrocessa in terza divisione jugoslava 1958-1959.

      Esclusa dal campionato.
Note:

Due punti a vittoria, uno a pareggio, zero a sconfitta.
In caso di arrivo di due o più squadre a pari punti, la graduatoria viene stilata secondo il quoziente reti tra le squadre interessate.
ŽNK Lubiana retrocessa poiché non ha i requisiti.

### II Zona
Le vincitrici della II Zona A e della II Zona B si sfidano per essere ammesse ai gironi promozione.
| Squadra 1 | Totale | Squadra 2 | Andata | Ritorno |
| --------- | ------ | --------- | ------ | ------- |
| Sarajevo  | 4–0    | Nikšić    | 4–0    | 0–0     |

#### II Zona A
| Squadra            | Città      | Stadio                 | Stagione 1956-57 | Stagione 1956-57         |
| Squadra            | Città      | Stadio                 | Pos.             | Divisione                |
| ------------------ | ---------- | ---------------------- | ---------------- | ------------------------ |
| Sarajevo           | Sarajevo   | Stadion Koševo         | 13º              | Prva liga                |
| Zenica             | Zenica     | Stadion Blatuša        | 2º               | II Zona A                |
| Borac Banja Luka   | Banja Luka | Gradski stadion        | 3º               | II Zona A                |
| Sloboda Tuzla      | Tuzla      | Proleter Kreka stadion | 4º               | II Zona A                |
| Velež Nevesinje    | Nevesinje  | Gradski stadion        | 5º               | II Zona A                |
| Sloga Doboj        | Doboj      | Stadion Luke           | 6º               | II Zona A                |
| Mladost Prijedor   | Prijedor   | ?                      | 7º               | II Zona A                |
| Borac Čapljina     | Čapljina   | Stadion Bjelave        | 8º               | II Zona A                |
| Jedinstvo Brčko    | Brčko      | Gradski stadion        | 9º               | II Zona A                |
| Jedinstvo Bihać    | Bihać      | Stadion pod Borićima   | 10º              | II Zona A                |
| Željezničar Zenica | Zenica     | ?                      | 1º               | Podsavezna liga Sarajevo |
| Neretva Metković   | Metković   | Igralište iza Vage     | 1º               | Podsavezna liga Mostar   |

|  | Pos. | Squadra              | Pt | G  | V  | N | P  | GF | GS | QR    |
|  | ---- | -------------------- | -- | -- | -- | - | -- | -- | -- | ----- |
|  | 1.   | Sarajevo             | 36 | 22 | 17 | 2 | 3  | 93 | 23 | 4,043 |
|  | 2.   | Sloboda Tuzla        | 32 | 22 | 14 | 4 | 4  | 61 | 24 | 2,541 |
|  | 3.   | Zenica               | 31 | 22 | 13 | 5 | 4  | 69 | 23 | 3,000 |
|  | 4.   | Borac Banja Luka     | 27 | 22 | 12 | 3 | 7  | 58 | 34 | 1,705 |
|  | 5.   | Jedinstvo Brčko      | 24 | 22 | 10 | 4 | 8  | 41 | 50 | 0,820 |
|  | 6.   | Neretva Metković     | 24 | 22 | 11 | 2 | 9  | 40 | 50 | 0,800 |
|  | 7.   | Željezničar Zenica   | 19 | 22 | 7  | 5 | 10 | 29 | 38 | 0,763 |
|  | 8.   | Borac Čapljina       | 18 | 22 | 6  | 6 | 10 | 35 | 53 | 0,660 |
|  | 9.   | Jedinstvo Bihać      | 16 | 22 | 7  | 2 | 13 | 28 | 46 | 0,608 |
|  | 10.  | OFK Prijedor Mladost | 14 | 22 | 5  | 4 | 13 | 22 | 52 | 0,423 |
|  | 11.  | Sloga Doboj          | 14 | 22 | 6  | 2 | 14 | 22 | 58 | 0,379 |
|  | 12.  | Velež Nevesinje      | 8  | 22 | 1  | 6 | 15 | 16 | 62 | 0,258 |

Legenda:

  Ammessa alla finale della II Zona.

  Ammessa alle qualificazioni per la Druga liga 1958-1959.

      Retrocessa in terza divisione jugoslava 1958-1959.

      Esclusa dal campionato.
Note:

Due punti a vittoria, uno a pareggio, zero a sconfitta.
In caso di arrivo di due o più squadre a pari punti, la graduatoria viene stilata secondo il quoziente reti tra le squadre interessate.

#### II Zona B
| Squadra                | Città            | Stadio                    | Stagione 1956-57 | Stagione 1956-57 |
| Squadra                | Città            | Stadio                    | Pos.             | Divisione        |
| ---------------------- | ---------------- | ------------------------- | ---------------- | ---------------- |
| Lovćen                 | (1) Cettigne     | Stadion pod Orlovim kršem | 1º               | II Zona B        |
| Nikšić                 | (2) Nikšić       | ?                         | 2º               | II Zona B        |
| Dubrovnik              | (4) Ragusa       | Gradski stadion Lapad     | 3º               | II Zona B        |
| Mladost Titograd       | (6) Titograd     | Stadion Cvijetni Brijeg   | 4º               | II Zona B        |
| Leotar                 | (5) Trebigne     | Proleter Kreka stadion    | 5º               | II Zona B        |
| GOŠK Dubrovnik         | (4) Ragusa       | Gradski stadion Lapad     | 6º               | II Zona B        |
| Jedinstvo Bijelo Polje | (7) Bijelo Polje | Gradski stadion Nikoljac  | 7º               | II Zona B        |
| Jedinstvo Herceg Novi  | (8) Castelnuovo  | ?                         | 8º               | II Zona B        |
| Arsenal Tivat          | (3) Teodo        | Stadion u parku           | 9º               | II Zona B        |
| Bokelj                 | (9) Cattaro      | Stadion pod Vrmcem        | 1º               | Crnogorska liga  |

|  | Pos. | Squadra                | Pt | G  | V  | N | P  | GF | GS | QR    |
|  | ---- | ---------------------- | -- | -- | -- | - | -- | -- | -- | ----- |
|  | 1.   | Nikšić                 | 27 | 18 | 12 | 3 | 3  | 50 | 19 | 2,631 |
|  | 2.   | Lovćen                 | 27 | 18 | 13 | 1 | 4  | 49 | 20 | 2,450 |
|  | 3.   | Arsenal Tivat          | 24 | 18 | 11 | 2 | 5  | 43 | 28 | 1,535 |
|  | 4.   | Leotar                 | 22 | 18 | 10 | 2 | 6  | 52 | 35 | 1,485 |
|  | 5.   | NK Dubrovnik           | 21 | 18 | 9  | 3 | 6  | 41 | 28 | 1,464 |
|  | 6.   | GOŠK Dubrovnik         | 17 | 18 | 7  | 3 | 8  | 31 | 40 | 0,775 |
|  | 7.   | Mladost Titograd       | 16 | 18 | 7  | 2 | 9  | 37 | 34 | 1,088 |
|  | 8.   | Bokelj                 | 13 | 18 | 6  | 1 | 11 | 32 | 44 | 0,727 |
|  | 9.   | Jedinstvo Bijelo Polje | 11 | 18 | 4  | 3 | 11 | 22 | 40 | 0,550 |
|  | 10.  | Jedinstvo Herceg Novi  | 2  | 18 | 1  | 0 | 3  | 17 | 86 | 0,197 |

Legenda:

  Ammessa alla finale della II Zona.

  Ammessa alle qualificazioni per la Druga liga 1958-1959.

      Retrocessa in terza divisione jugoslava 1958-1959.

      Esclusa dal campionato.
Note:

Due punti a vittoria, uno a pareggio, zero a sconfitta.
In caso di arrivo di due o più squadre a pari punti, la graduatoria viene stilata secondo il quoziente reti tra le squadre interessate.

### III Zona
| Squadra              | Città              | Stadio                  | Stagione 1956-57 | Stagione 1956-57                   |
| Squadra              | Città              | Stadio                  | Pos.             | Divisione                          |
| -------------------- | ------------------ | ----------------------- | ---------------- | ---------------------------------- |
| Borovo               | Borovo             | Gradski stadion         | 1º               | III Zona                           |
| Proleter Zrenjanin   | Zrenjanin          | Karađorđev Park Stadion | 2º               | III Zona                           |
| Proleter Osijek      | Osijek             | Igralište Kraj Drave    | 3º               | III Zona                           |
| Radnički Sombor      | Sombor             | Gradski stadion         | 4º               | III Zona                           |
| Hajduk Kula          | Kula               | Stadion Hajduk          | 5º               | III Zona                           |
| Srem                 | Sremska Mitrovica  | Stadion Promenada       | 6º               | III Zona                           |
| Budućnost Smederevo  | Smederevo          | Stadion Tvrđava         | 7º               | III Zona                           |
| Dinamo Pančevo       | Pančevo            | Gradski stadion         | 8º               | III Zona                           |
| Šparta Beli Manastir | Beli Manastir      | Gradski stadion         | 9º               | III Zona                           |
| Dinamo Vinkovci      | Vinkovci           | Gradski stadion         | 1º               | Podsavezna liga NP Brod            |
| Zvezda Subotica      | Subotica           | ?                       | 1º               | Međuopštinska liga Sombor-Subotica |
| Novi Sad             | Novi Sad           | Stadion Detelinara      | 1º               | Novisadska liga                    |
| Rusanda Melenci      | Melenci, Zrenjanin | Stadion kraj Banje      | 1º               | Banatska liga                      |
| Naša krila           | Zemun, Belgrado    | Gradski stadion         | 1º               | Beogradska liga                    |

|  | Pos. | Squadra              | Pt | G  | V  | N | P  | GF | GS | QR    |
|  | ---- | -------------------- | -- | -- | -- | - | -- | -- | -- | ----- |
|  | 1.   | Proleter Zrenjanin   | 40 | 26 | 18 | 4 | 4  | 85 | 34 | 2,500 |
|  | 2.   | Proleter Osijek      | 35 | 26 | 16 | 3 | 7  | 70 | 40 | 1,750 |
|  | 3.   | Radnički Sombor      | 35 | 26 | 15 | 5 | 6  | 54 | 33 | 1,636 |
|  | 4.   | Novi Sad             | 33 | 26 | 15 | 3 | 8  | 78 | 52 | 1,500 |
|  | 5.   | Srem                 | 33 | 26 | 13 | 7 | 6  | 57 | 45 | 1,266 |
|  | 6.   | Hajduk Kula          | 30 | 26 | 13 | 4 | 9  | 61 | 50 | 1,220 |
|  | 7.   | Borovo               | 28 | 26 | 12 | 4 | 10 | 56 | 44 | 1,272 |
|  | 8.   | Budućnost Smederevo  | 28 | 26 | 11 | 6 | 9  | 53 | 57 | 0,929 |
|  | 9.   | Zvezda Subotica      | 27 | 26 | 12 | 3 | 11 | 58 | 52 | 1,115 |
|  | 10.  | Naša krila           | 23 | 26 | 10 | 3 | 13 | 44 | 63 | 0,698 |
|  | 11.  | Šparta Beli Manastir | 17 | 26 | 5  | 7 | 14 | 27 | 59 | 0,457 |
|  | 12.  | Rusanda Melenci      | 14 | 26 | 5  | 4 | 17 | 40 | 73 | 0,547 |
|  | 13.  | Dinamo Pančevo       | 12 | 26 | 5  | 2 | 19 | 33 | 63 | 0,523 |
|  | 14.  | Dinamo Vinkovci      | 9  | 26 | 3  | 3 | 20 | 22 | 73 | 0,301 |

Legenda:

      Ammessa ai gironi promozione.

  Ammessa alle qualificazioni per la Druga liga 1958-1959.

      Retrocessa in terza divisione jugoslava 1958-1959.

      Esclusa dal campionato.
Note:

Due punti a vittoria, uno a pareggio, zero a sconfitta.
In caso di arrivo di due o più squadre a pari punti, la graduatoria viene stilata secondo il quoziente reti tra le squadre interessate.

### IV Zona
| Squadra             | Città            | Stadio                     | Stagione 1956-57 | Stagione 1956-57           |
| Squadra             | Città            | Stadio                     | Pos.             | Divisione                  |
| ------------------- | ---------------- | -------------------------- | ---------------- | -------------------------- |
| Radnički Kragujevac | Kragujevac       | Stadion Čika Dača          | 1º               | IV Zona                    |
| Radnički Niš        | Niš              | Stadion Čair               | 2º               | IV Zona                    |
| Sloga Kraljevo      | Kraljevo         | Gradski stadion            | 3º               | IV Zona                    |
| Pobeda              | Prilep           | Stadion Goce Delčev        | 4º               | IV Zona                    |
| Rabotnički          | Skopje           | Gradski stadion            | 5º               | IV Zona                    |
| Dubočica Leskovac   | Leskovac         | Gradski stadion            | 6º               | IV Zona                    |
| Napredak Kruševac   | Kruševac         | Stadion Napretka           | 7º               | IV Zona                    |
| FK Trepča           | Titova Mitrovica | Stadion Trepča             | 8º               | IV Zona                    |
| Morava Svetozarevo  | Svetozarevo      | Stadion pod Đurđevim brdom | 1º               | Podsavezna liga Kragujevac |
| Vlasina             | Vlasotince       | Stadion Rosulja            | 1º               | Podsavezna liga Niš        |
| Pelister            | Bitola           | Stadion Tumbe Kafe         | 1º               | Makedonska liga            |
| Sloga Skopje        | Skopje           | Stadion Čair               | 2º               | Makedonska liga            |

|  | Pos. | Squadra             | Pt | G  | V  | N | P  | GF | GS | QR    |
|  | ---- | ------------------- | -- | -- | -- | - | -- | -- | -- | ----- |
|  | 1.   | Napredak Kruševac   | 31 | 22 | 14 | 3 | 5  | 39 | 21 | 1,857 |
|  | 2.   | Rabotnički          | 29 | 22 | 14 | 1 | 7  | 55 | 23 | 2,391 |
|  | 3.   | Radnički Niš        | 29 | 22 | 13 | 3 | 6  | 62 | 28 | 2,214 |
|  | 4.   | FK Trepča           | 28 | 22 | 10 | 8 | 4  | 46 | 27 | 1,703 |
|  | 5.   | Pobeda              | 27 | 22 | 13 | 1 | 8  | 52 | 35 | 1,485 |
|  | 6.   | Radnički Kragujevac | 26 | 22 | 13 | 0 | 9  | 42 | 31 | 1,354 |
|  | 7.   | Dubočica Leskovac   | 25 | 22 | 11 | 3 | 8  | 39 | 27 | 1,444 |
|  | 8.   | Sloga Kraljevo      | 25 | 22 | 11 | 3 | 8  | 45 | 31 | 1,451 |
|  | 9.   | Vlasina             | 25 | 22 | 7  | 1 | 14 | 22 | 48 | 0,458 |
|  | 10.  | Morava Svetozarevo  | 12 | 22 | 5  | 2 | 15 | 25 | 53 | 0,471 |
|  | 11.  | Pelister            | 10 | 22 | 4  | 2 | 16 | 22 | 74 | 0,297 |
|  | 12.  | Sloga Skopje        | 7  | 22 | 3  | 1 | 18 | 22 | 73 | 0,301 |

Legenda:

      Ammessa ai gironi promozione.

  Ammessa alle qualificazioni per la Druga liga 1958-1959.

      Retrocessa in terza divisione jugoslava 1958-1959.

      Esclusa dal campionato.
Note:

Due punti a vittoria, uno a pareggio, zero a sconfitta.
In caso di arrivo di due o più squadre a pari punti, la graduatoria viene stilata secondo il quoziente reti tra le squadre interessate.
Pobeda e Dubočica Leskovac retrocesse poiché non hanno i requisiti.

## Gironi promozione
Alle vincitrici delle 4 zone si aggiungono RNK Spalato e Spartak Subotica, rispettivamente 11ª e 12ª classificate della Prva Liga 1957-1958, divise in due gironi le cui vincitrici disputeranno la divisione maggiore nella stagione seguente. La Prva Liga 1958-1959 sarà a 12 squadre anziché 14.
| Rep. | GIRONE A          | P.ti | G | V | N | P | GF | GS | QR    |
| ---- | ----------------- | ---- | - | - | - | - | -- | -- | ----- |
| Cro  | Rijeka            | 6    | 4 | 2 | 2 | 0 | 9  | 2  | 4,500 |
| Ser  | Spartak Subotica  | 3    | 4 | 1 | 1 | 2 | 7  | 5  | 1,400 |
| Ser  | Napredak Kruševac | 3    | 4 | 1 | 1 | 2 | 4  | 13 | 0,307 |

|                   | Rij | Spa | Nap |
| ----------------- | --- | --- | --- |
| Rijeka            |     | 3-0 | 6-2 |
| Spartak Subotica  | 0-0 |     | 6-0 |
| Napredak Kruševac | 0-0 | 2-1 |     |

| Rep. | GIRONE B           | P.ti | G | V | N | P | GF | GS | QR    |
| ---- | ------------------ | ---- | - | - | - | - | -- | -- | ----- |
| Bos  | Sarajevo           | 5    | 4 | 2 | 1 | 1 | 10 | 6  | 1,666 |
| Ser  | Proleter Zrenjanin | 5    | 4 | 2 | 1 | 1 | 10 | 7  | 1,428 |
| Cro  | RNK Spalato        | 2    | 4 | 0 | 2 | 2 | 3  | 10 | 0,300 |

|                    | Sar | Pro | Spa |
| ------------------ | --- | --- | --- |
| Sarajevo           |     | 5-4 | 4-0 |
| Proleter Zrenjanin | 2-1 |     | 2-2 |
| RNK Spalato        | 0-0 | 1-4 |     |

Legenda:

      Promossa in Prva Liga 1958-1959.

Note:

Due punti a vittoria, uno a pareggio, zero a sconfitta.
In caso di arrivo di due o più squadre a pari punti, la graduatoria viene stilata secondo il quoziente reti tra le squadre interessate.

## Qualificazioni per la Druga Liga 1958-59
Alle 21 piazzate nelle 4 zone si aggiungono le 14 vincitrici dei gironi della 3ª divisione (Rudar Trbovlje, Metalac Sisak, Krim Lubiana, Proleter Belišće, Rudar Kakanj, Dalmatinac Spalato, Tekstilac Derventa, Belgrado, ŽAK Kikinda, Sloboda Užice, Bečej, Radnički Vrbas, Timok e Rudar Stari Trg).
Le vincitrici dei 10 gironi si qualificano alla Druga Liga 1958-1959.

### Ovest
| GIRONE 1         | P.ti | G | V | N | P | GF | GS | QR    |
| ---------------- | ---- | - | - | - | - | -- | -- | ----- |
| Sebenico         | 8    | 6 | 3 | 2 | 1 | 16 | 5  | 3,200 |
| Varteks Varaždin | 8    | 6 | 4 | 0 | 2 | 13 | 14 | 0,928 |
| Segesta          | 5    | 6 | 1 | 3 | 2 | 9  | 10 | 0,900 |
| Metalac Zagabria | 3    | 6 | 0 | 3 | 3 | 6  | 15 | 0,400 |

|                  | Seb | Var | Seg | Met |
| ---------------- | --- | --- | --- | --- |
| Sebenico         |     | 7-0 | 1-1 | 6-0 |
| Varteks Varaždin | 3-0 |     | 4-0 | 3-2 |
| Segesta          | 0-1 | 5-1 |     | 2-2 |
| Metalac Zagabria | 1-1 | 0-2 | 1-1 |     |

| GIRONE 2       | P.ti | G | V | N | P | GF | GS | QR    |
| -------------- | ---- | - | - | - | - | -- | -- | ----- |
| Odred          | 5    | 4 | 1 | 3 | 0 | 17 | 5  | 3,400 |
| Rudar Trbovlje | 5    | 4 | 1 | 3 | 0 | 13 | 7  | 1,857 |
| Metalac Sisak  | 2    | 4 | 0 | 2 | 2 | 6  | 24 | 0,250 |

|                | Odr | Rud | Met  |
| -------------- | --- | --- | ---- |
| Odred          |     | 1-1 | 13-1 |
| Rudar Trbovlje | 2-2 |     | 7-1  |
| Metalac Sisak  | 1-1 | 3-3 |      |

| GIRONE 3              | P.ti | G | V | N | P | GF | GS | QR    |
| --------------------- | ---- | - | - | - | - | -- | -- | ----- |
| Elektrostroj Zagabria | 7    | 4 | 3 | 1 | 0 | 10 | 2  | 5,000 |
| Branik Maribor        | 5    | 4 | 2 | 1 | 1 | 13 | 3  | 4,333 |
| Krim Lubiana          | 0    | 4 | 0 | 0 | 4 | 4  | 22 | 0,181 |

|                       | Ele | Bra | Kri |
| --------------------- | --- | --- | --- |
| Elektrostroj Zagabria |     | 1-0 | 6-0 |
| Branik Maribor        | 0-0 |     | 8-0 |
| Krim Lubiana          | 2-3 | 2-5 |     |

| GIRONE 4         | P.ti | G | V | N | P | GF | GS | QR    |
| ---------------- | ---- | - | - | - | - | -- | -- | ----- |
| Borovo           | 8    | 4 | 4 | 0 | 0 | 28 | 2  | 14,00 |
| Proleter Belišće | 2    | 4 | 0 | 2 | 2 | 5  | 19 | 0,263 |
| Jedinstvo Brčko  | 2    | 4 | 0 | 2 | 2 | 3  | 15 | 0,200 |

|                  | Bor | Pro  | Jed  |
| ---------------- | --- | ---- | ---- |
| Borovo           |     | 12-1 | 11-0 |
| Proleter Belišće | 1-4 |      | 2-2  |
| Jedinstvo Brčko  | 0-1 | 1-1  |      |

| GIRONE 5         | P.ti | G | V | N | P | GF | GS | QR    |
| ---------------- | ---- | - | - | - | - | -- | -- | ----- |
| Rudar Kakanj     | 6    | 4 | 3 | 0 | 1 | 8  | 5  | 1,600 |
| Zenica           | 5    | 4 | 2 | 1 | 1 | 5  | 3  | 1,666 |
| Neretva Metković | 1    | 4 | 0 | 1 | 3 | 1  | 6  | 0,166 |

|                  | Rud | Zen | Ner |
| ---------------- | --- | --- | --- |
| Rudar Kakanj     |     | 1-0 | 2-0 |
| Zenica           | 4-2 |     | 1-0 |
| Neretva Metković | 1-3 | 0-0 |     |

| GIRONE 6           | P.ti | G | V | N | P | GF | GS | QR    |
| ------------------ | ---- | - | - | - | - | -- | -- | ----- |
| Borac Banja Luka   | 6    | 4 | 3 | 0 | 1 | 26 | 10 | 2,600 |
| Dalmatinac Spalato | 4    | 4 | 2 | 0 | 2 | 14 | 23 | 0,608 |
| Tekstilac Derventa | 2    | 4 | 1 | 0 | 3 | 11 | 21 | 0,523 |

|                    | Bor | Dal  | Tek |
| ------------------ | --- | ---- | --- |
| Borac Banja Luka   |     | 10-2 | 8-3 |
| Dalmatinac Spalato | 4-3 |      | 7-4 |
| Tekstilac Derventa | 1-5 | 3-1  |     |

### Est
| GIRONE 1        | P.ti | G | V | N | P | GF | GS | QR    |
| --------------- | ---- | - | - | - | - | -- | -- | ----- |
| Novi Sad        | 10   | 6 | 4 | 2 | 0 | 31 | 4  | 7,750 |
| FK Belgrado     | 6    | 6 | 2 | 2 | 2 | 8  | 15 | 0,533 |
| Zvezda Subotica | 4    | 6 | 1 | 2 | 3 | 5  | 8  | 0,625 |
| ŽAK Kikinda     | 4    | 6 | 1 | 2 | 3 | 7  | 24 | 0,291 |

|                 | N.S | Bel | Z.S | ŽAK  |
| --------------- | --- | --- | --- | ---- |
| Novi Sad        |     | 9-0 | 2-0 | 15-0 |
| FK Belgrado     | 2-2 |     | 0-2 | 4-1  |
| Zvezda Subotica | 1-2 | 0-0 |     | 2-2  |
| ŽAK Kikinda     | 1-1 | 1-2 | 2-0 |      |

| GIRONE 2       | P.ti | G | V | N | P | GF | GS | QR    |
| -------------- | ---- | - | - | - | - | -- | -- | ----- |
| Lovćen         | 9    | 6 | 4 | 1 | 1 | 15 | 7  | 2,142 |
| Sloboda Užice  | 8    | 6 | 4 | 0 | 2 | 12 | 9  | 1,333 |
| Sloga Kraljevo | 7    | 6 | 3 | 1 | 2 | 15 | 8  | 1,875 |
| FK Trepča      | 0    | 6 | 0 | 0 | 6 | 4  | 22 | 0,181 |

|                | Lov | S.U | S.K | Tre |
| -------------- | --- | --- | --- | --- |
| Lovćen         |     | 3-0 | 3-2 | 3-0 |
| Sloboda Užice  | 2-0 |     | 2-0 | 4-1 |
| Sloga Kraljevo | 2-2 | 4-0 |     | 5-0 |
| FK Trepča      | 1-4 | 1-4 | 1-2 |     |

| GIRONE 3     | P.ti | G | V | N | P | GF | GS | QR    |
| ------------ | ---- | - | - | - | - | -- | -- | ----- |
| Srem         | 10   | 6 | 5 | 0 | 1 | 15 | 6  | 2,500 |
| Hajduk Kula  | 8    | 6 | 4 | 0 | 2 | 21 | 8  | 2,625 |
| Bečej        | 6    | 6 | 2 | 0 | 4 | 9  | 16 | 0,562 |
| Radnik Vrbas | 2    | 6 | 1 | 0 | 5 | 5  | 20 | 0,250 |

|              | Sre | Haj | Beč | Rad |
| ------------ | --- | --- | --- | --- |
| Srem         |     | 2-1 | 5-0 | 4-0 |
| Hajduk Kula  | 4-1 |     | 4-2 | 4-0 |
| Bečej        | 0-1 | 3-2 |     | 3-1 |
| Radnik Vrbas | 1-2 | 0-6 | 3-1 |     |

| GIRONE 4            | P.ti | G | V | N | P | GF | GS | QR    |
| ------------------- | ---- | - | - | - | - | -- | -- | ----- |
| Radnički Kragujevac | 12   | 6 | 6 | 0 | 0 | 16 | 3  | 5,333 |
| Timok               | 5    | 6 | 2 | 1 | 3 | 11 | 11 | 1,000 |
| Budućnost Smederevo | 5    | 6 | 2 | 1 | 3 | 11 | 16 | 0,687 |
| Rudar Stari Trg     | 2    | 6 | 1 | 0 | 5 | 8  | 16 | 0,500 |

|                     | Rad | Tim | Sme | Rud |
| ------------------- | --- | --- | --- | --- |
| Radnički Kragujevac |     | 2-1 | 6-1 | 2-0 |
| Timok               | 0-1 |     | 4-1 | 4-0 |
| Smederevo           | 1-3 | 1-1 |     | 5-1 |
| Rudar Stari Trg     | 0-2 | 6-1 | 1-2 |     |

## Ammesse alla Druga liga 1958-59
| Le ultime 2 della Prva Liga 1957-1958 | Le 4 sconfitte nei gironi promozione                                      | Le 8 meglio piazzate nelle 4 zone                                                                                           | Le squadre di Druga liga vincitrici delle qualificazioni                                                                | Le squadre di terza divisione vincitrici delle qualificazioni |
| - OFK Belgrado - NK Zagabria          | - Napredak Kruševac - Proleter Zrenjanin - RNK Spalato - Spartak Subotica | - Nikšić - Lokomotiva Zagabria - Proleter Osijek - Rabotnički - Radnički Niš - Radnički Sombor - Sloboda Tuzla - Trešnjevka | - Borac Banja Luka - Borovo - Elektrostroj Zagabria - Lovćen - Novi Sad - Odred - Radnički Kragujevac - Sebenico - Srem | - Rudar Kakanj                                                |